# آرامگاه آقا سید کریم شلمان
بقعه آقا سید کریم شلمان مربوط به دوره قاجار است و در شهرستان لنگرود، شلمان، شرق جاده شلمان به املش واقع شده و این اثر در تاریخ ۲ بهمن ۱۳۸۲ با شمارهٔ ثبت ۱۰۷۸۸ به‌عنوان یکی از آثار ملی ایران به ثبت رسیده است.